# Callopistria argyrosemastis
Callopistria argyrosemastis är en fjärilsart som beskrevs av George Francis Hampson 1918. Callopistria argyrosemastis ingår i släktet Callopistria och familjen nattflyn. Inga underarter finns listade i Catalogue of Life.